# Alectroenas nitidissimus
Il piccione blu di Mauritius (Alectroenas nitidissimus Scopoli, 1786), noto anche come piccione olandese, è una specie estinta di piccione che era endemica di Mauritius. Deve il nome comune alternativo ai colori del piumaggio: infatti, la colorazione bianca, blu scuro e rossa ricordò a Pierre Sonnerat, il naturalista che portò la specie all'attenzione del mondo scientifico, i colori della bandiera olandese.

## Descrizione

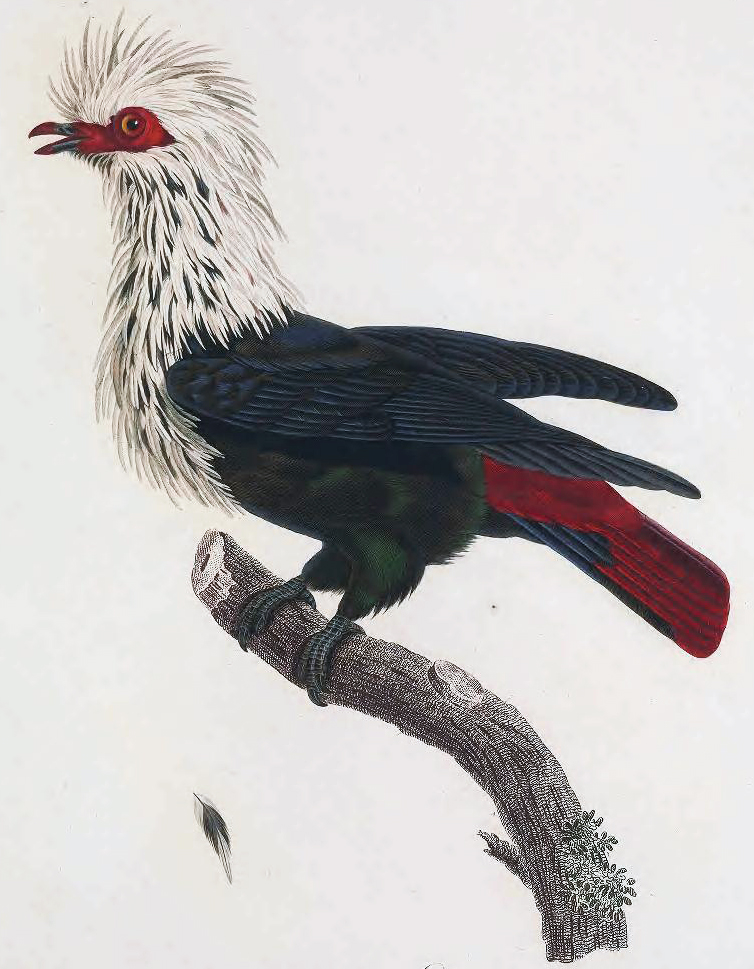
Illustrazione di César Macret e Madame Knip.

Sonnerat descrisse l'uccello nel modo seguente:

## Biologia
Ben conosciuta agli abitanti dell'isola, questa specie non è mai stata tuttavia oggetto di accurate ricerche scientifiche. Molte delle notizie che abbiamo sulle sue abitudini sono apocrife e la loro veridicità non è proprio scontata: secondo testimonianze giunte fino a noi, il piccione blu di Mauritius avrebbe avuto abitudini perlopiù terricole (diversamente dai suoi congeneri, tutti arboricoli) e si sarebbe nutrito soprattutto di muscoli di fiume; entrambe queste affermazioni sono quasi indubbiamente false, e la sua dieta era probabilmente costituita da frutta (sebbene la sua disponibilità su Mauritius vari molto da una stagione all'altra). Il gozzo e lo stomaco di un esemplare esaminato contenevano 4 «noci» (capsule o semi) di Calophyllum tacamahaca o Labourdonnaisia calophylloides. Grazie a un singolo esemplare allevato in cattività e sopravvissuto per alcuni mesi nel serraglio di Guglielmo V di Orange-Nassau nel 1790, ci sono giunte testimonianze anche sul richiamo di questa specie: un tubare simile a quello di una tortora durante il giorno e una serie ripetuta di 10-12 baf durante la notte. Sono giunti fino a noi solo tre campioni museali: il tipo nomenclaturale, conservato al Museo Nazionale di Storia Naturale di Parigi, uno, catturato apparentemente prima del 1819, conservato al Museo Reale di Edimburgo e un altro, il più recente, conservato al Museo di Storia Naturale di Mauritius di Port Louis. Esistono anche alcune raffigurazioni dell'animale, come due schizzi accurati di un esemplare ucciso da poco eseguiti da un marinaio olandese nel 1603 e due disegni di un esemplare in cattività, probabilmente quello suddetto del 1790.
Forse sorprende il fatto che, data la grande disponibilità di resti fossili delle altre specie di Mauritius, le prime ossa fossili di piccione blu siano state trovate solamente nel 2006 dai membri della spedizione europeo-mauriziana condotta dal Dodo Research Programme. D'altra parte, ciò potrebbe indicare che la specie viveva unicamente nelle fitte foreste, dal momento che su Mauritius gli scavi paleontologici sono stati finora effettuati sempre in zone costiere e caverne. Le ossa, scoperte nel deposito di Mare aux Songes, sembrano essere appartenute a un esemplare rimasto ucciso altrove e là trasportate da un'inondazione lampo o da un disastro naturale simile.

## Estinzione

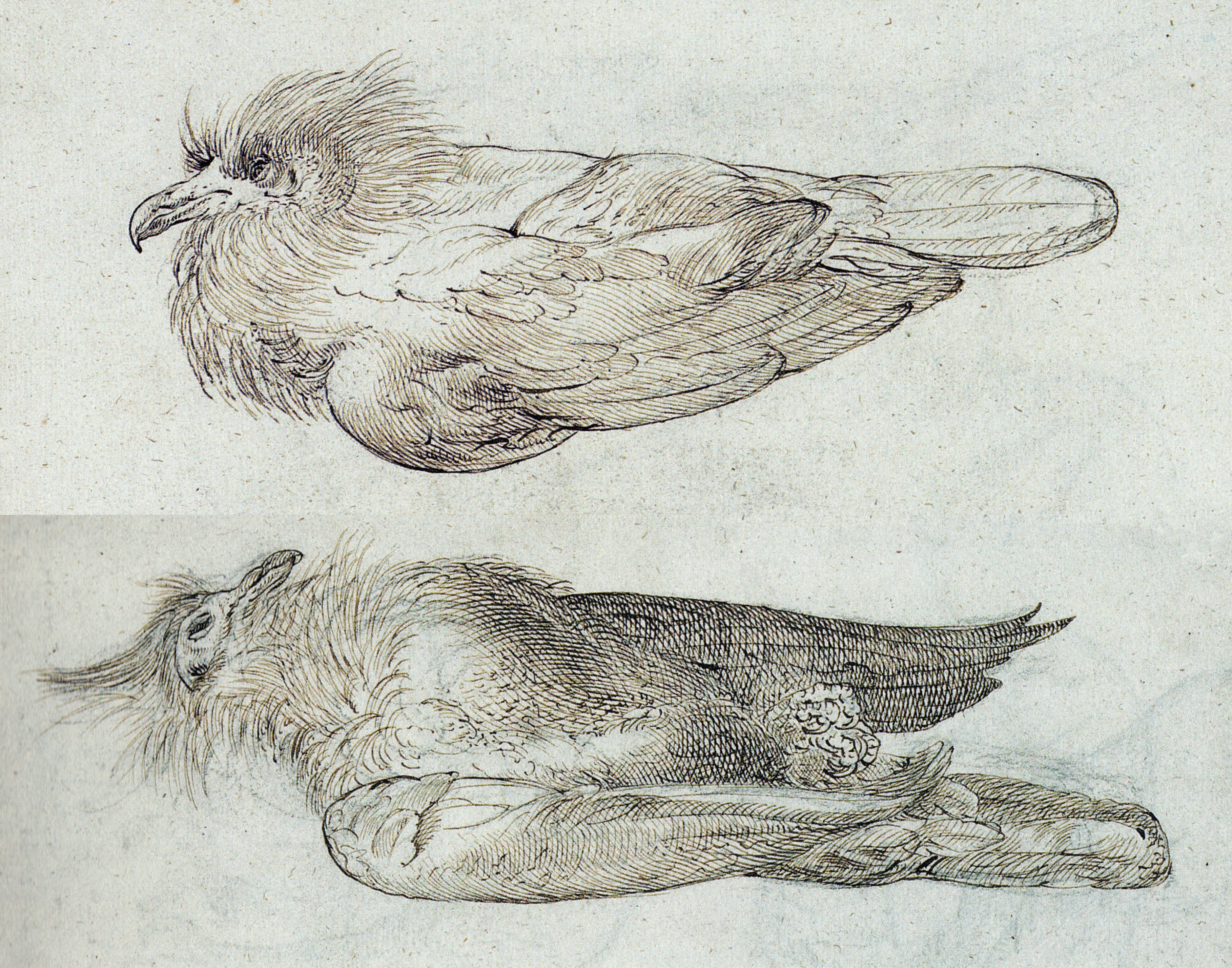
Due schizzi anonimi (1601-1603) tratti dal giornale di bordo della nave olandese Gelderland.

Fino al 1755 nessun naturalista o viaggiatore lasciò mai una descrizione scritta del piccione blu di Mauritius, fatta eccezione per una breve menzione pubblicata da François Cauche nel 1651, nella quale viene fatto cenno a un piccione da esso incontrato a Mauritius e nel Madagascar nel 1640. Nel 1755, Cossigny scrisse una descrizione molto più dettagliata dell'uccello, annotando che si era fatto sempre più raro a partire dagli anni '30 del XVIII secolo. Egli attribuì tale declino alla deforestazione e alla caccia da parte degli schiavi fuggiti dalle colonie; diversamente dal piccione rosa, sopravvissuto fino ai giorni nostri, il piccione blu non aveva carni velenose a seconda della stagione o sgradevoli. Nel 1801, Jacques Gérard Milbert riuscì ugualmente a procurarsene ancora qualche esemplare per mangiare, ma riscontrò la loro presenza soltanto nei boschetti che crescevano nelle gole scavate dai fiumi. L'ultimo esemplare noto, abbattuto nel 1826 nelle foreste del distretto di Savanne, e un avvistamento da parte di Julien Desjardins nel 1832 lasciano ipotizzare che nel 1830 questa specie fosse ancora presente nelle poche chiazze di foresta rimaste attorno al Mare aux Vacoas. Dal momento che gli studiosi non riconoscono la validità dell'abbattimento di un altro esemplare verso il 1850, si può concludere con tutta certezza che il piccione blu di Mauritius si estinse negli anni '30 del XIX secolo. Responsabili della sua scomparsa, oltre che la distruzione dell'habitat e la caccia, furono probabilmente anche i predatori introdotti, soprattutto i macachi cinomolghi.